# Mandikal, Mulbagal
Mandikal là một làng thuộc tehsil Mulbagal, huyện Kolar, bang Karnataka, Ấn Độ.